# Moses Tanui
Moses Tanui (auch Moses Kiptarbet Tanui; * 20. August 1965 im Nandi District) ist ein ehemaliger kenianischer Langstreckenläufer. Er ist der erste Mensch, der für die Halbmarathon-Distanz weniger als eine Stunde benötigte.

## Bahnkarriere
Moses Tanui wurde bei den Olympischen Spielen 1988 in Seoul und bei den Spielen 1992 in Barcelona jeweils Achter im 10.000-Meter-Lauf. Bei den Commonwealth Games 1990 in Auckland wurde er über 5000 Meter Fünfter und über 10.000 Meter Zweiter hinter dem Engländer Eamonn Martin.
Bei den Weltmeisterschaften 1991 in Tokio hatte sich im 10.000-Meter-Lauf zuerst der Kenianer Richard Chelimo vom Feld abgesetzt. Es folgten Moses Tanui und der Marokkaner Khalid Skah. Eingangs der Schlussrunde hatte Tanui zu Chelimo aufgeschlossen, während Skah 35 Meter zurücklag. Im Endspurt kam Skah immer näher, konnte die beiden Kenianer aber nicht mehr erreichen. Moses Tanui wurde in 27:38,74 min Weltmeister vor Chelimo in 27:39,41 min und Skah in 27:41,74 min.
Zwei Jahre später bei den Weltmeisterschaften 1993 in Stuttgart waren Richard Chelimo und Moses Tanui wieder in der Spitzengruppe, gemeinsam mit dem 20-jährigen Äthiopier Haile Gebrselassie. Nachdem Chelimo zurückgefallen war, wurde es dramatisch. Moses Tanui, der lange die Führungsarbeit verrichtet hatte, verlangsamte sein hohes Tempo etwa nach 8000 Metern, aber Gebrselassie blieb beharrlich hinter ihm und übernahm nicht die Führung. Nachdem eingangs der Schlussrunde Tanui seinen linken Schuh verloren hatte (wobei ungeklärt ist, inwieweit Gebrselassie daran beteiligt war), setzte er zu einem furiosen Endspurt an und hatte 200 Meter vor dem Ziel 10 Meter Vorsprung. Aber Gebrselassie zeigte die Sprintqualitäten, die ihn in den nächsten Jahren unschlagbar machen sollten, und gewann in 27:46,02 min vor Tanui in 27:46,54 min, der wiederum 20 Sekunden Vorsprung auf Chelimo hatte. Nach dem Zieleinlauf weigerte sich Tanui, dem Sieger zu gratulieren, und beschwerte sich in Fernsehinterviews, dass ihm Gebrselassie ständig auf den Schuh getreten sei.

## Crosslauf und Straßenlauf
In den Jahren 1987 bis 1991 und 1993 wurde Moses Tanui mit der kenianischen Mannschaft Weltmeister im Crosslauf. In der Einzelentscheidung gewann er 1990 und 1991 Silber.
1993 verbesserte er in Mailand den Halbmarathon-Weltrekord des Mexikaners Dionisio Cerón (1:00:46 h) auf 59:47 min. Erst fünf Jahre später wurde diese Marke von Paul Tergat an gleicher Stelle unterboten. 1995 wurde Tanui Weltmeister im Halbmarathon, 1997 wurde er Zweiter, in beiden Jahren gewann er mit der kenianischen Mannschaft den Weltmeistertitel in der Mannschaftswertung. 1994 blieb er beim Boston-Marathon als Zehnter unter 2:10 h, ein Jahr später wurde er an gleicher Stelle Zweiter, und 1996 und 1998 siegte er bei diesem Lauf. 1999 war er beim Chicago-Marathon Zweiter hinter Khalid Khannouchi, der eine Weltbestzeit aufstellte.
1993 und 1995 siegte Tanui beim Great North Run. 1996 stellte er beim Greifenseelauf den noch immer gültigen Streckenrekord von 1:01:40 h auf. 2002 gewann er den Vienna City Marathon.
2004 zog Tanui sich nach einer schweren Knieverletzung vom Sport zurück. Er besitzt ein Hotel in Eldoret und betreibt ein Trainingscamp in Kaptagat. Am 17. Februar 2010 war er gemeinsam mit David Lelei in einen schweren Autounfall verwickelt, bei dem Lelei verstarb und Tanui schwer verletzt wurde.

## Bestzeiten
- 3000 Meter: 7:39,63 min, 18. August 1995, Köln
- 5000 Meter: 13:17,80 min, 6. Juni 1992, Sevilla
- 10.000 Meter: 27:18,32 min, 3. September 1993, Brüssel
- Halbmarathon: 59:47 min, 3. April 1993, Mailand
- Marathon: 2:06:16 h, 24. Oktober 1999, Chicago-Marathon